# Renčišov

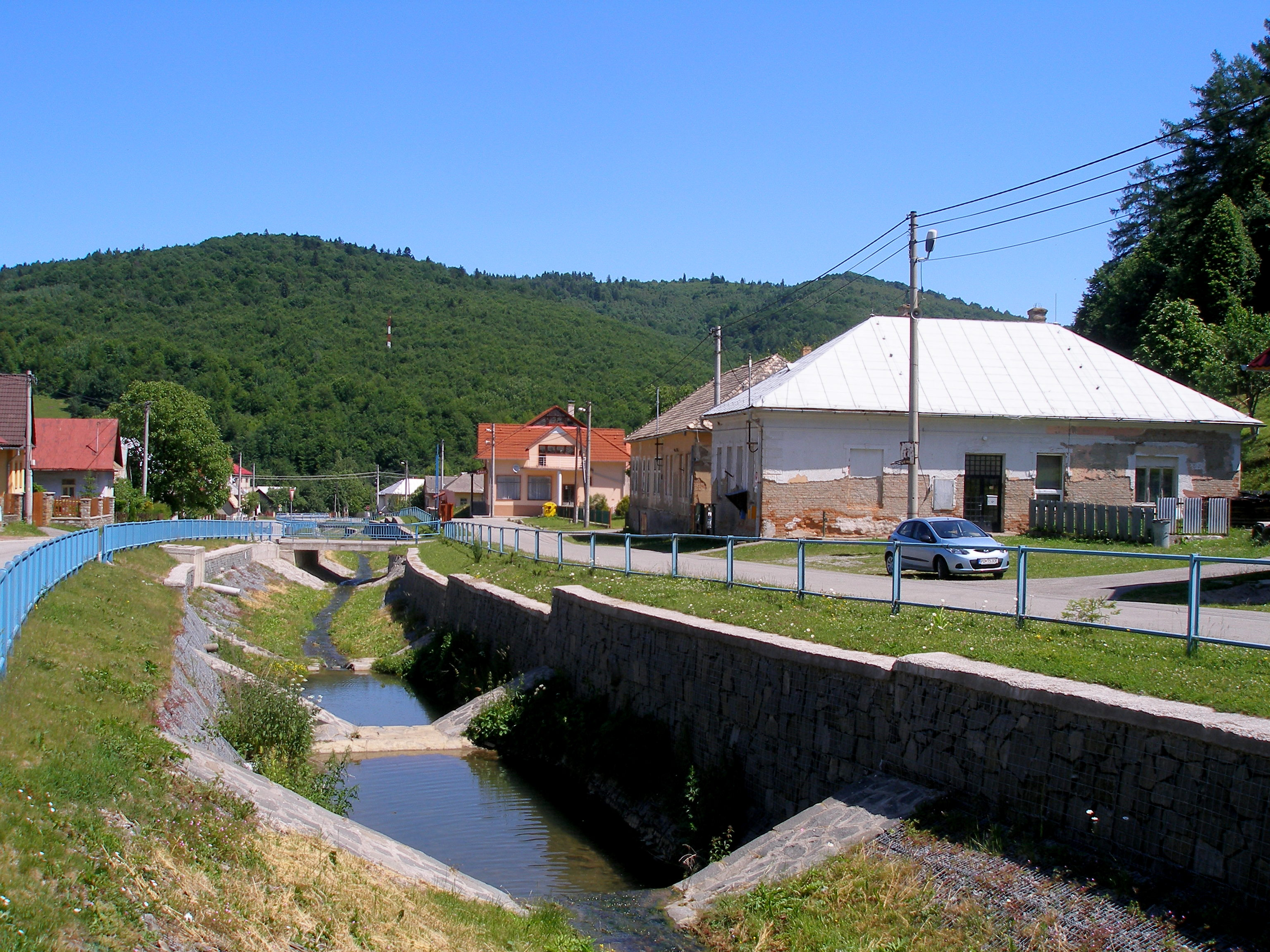
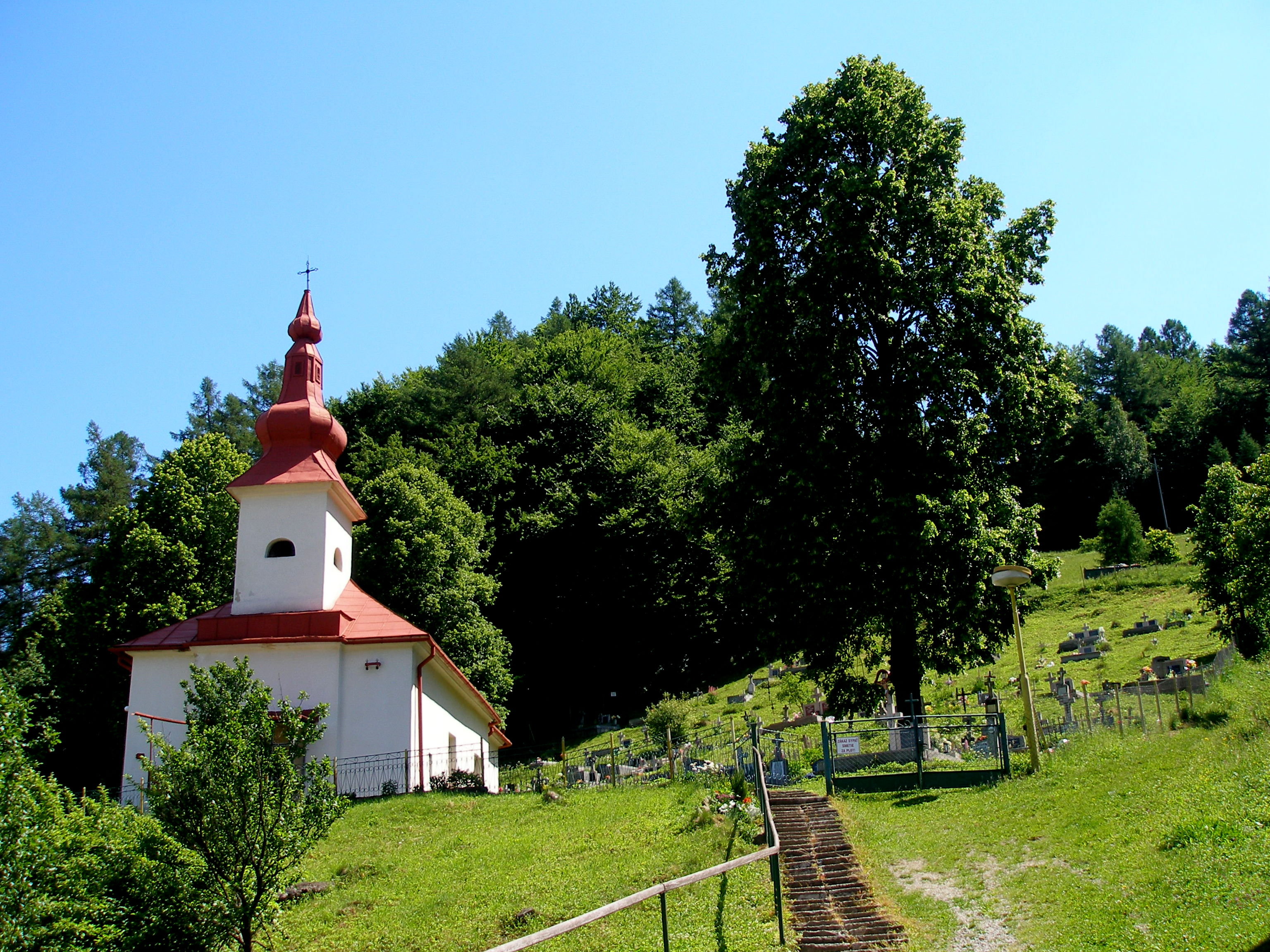

Renčišov (Hongaars: Szinyefő) is een Slowaakse gemeente in de regio Prešov, en maakt deel uit van het district Sabinov.
Renčišov telt 180 inwoners.